# Ustawa o fundacjach
Ustawa z dnia 6 kwietnia 1984 r. o fundacjach – polska ustawa uchwalona przez Sejm PRL, regulująca kwestie prawne związane z działalnością fundacji.

## Zakres regulacji
Ustawa określa:
- sposób tworzenia fundacji
- zasady rejestracji fundacji
- kompetencje zarządu fundacji
- sposób nadzoru nad fundacjami
- zasady likwidacji fundacji
- zasady działania przedstawicielstwa fundacji zagranicznej.

## Nowelizacje
Ustawę znowelizowano wielokrotnie. Ostatnia zmiana weszła w życie w 2020 roku.